# محمد عبد الله (لاعب كرة قدم بحريني)
محمد عبد الله (6 فبراير 1983) لاعب كرة قدم بحريني يلعب حاليا لصالح نادي الدرجة الأولى الرفاع الشرقي البحريني في مركز الوسط الأيسر من 2016.

## السيرة الذاتية
بدأ محمد مسيرته الرياضية في المحرق في عام 2004. ثم في عام 2013 انتقل إلى المنامة. في عام 2015 انتقل إلى الحد. وفي العام التالي انتقل إلى الرفاع الشرقي.

## الإنجازات

### المحرق
- الدرجة الأولى (5): 2006، 2007، 2008، 2009، 2011
- كأس ملك البحرين (6): 2005، 2008، 2009، 2011، 2012، 2013
- كأس ولي العهد (4): 2006، 2007، 2008، 2009
- كأس الاتحاد الآسيوي (1): 2008
- كأس الاتحاد البحريني (2): 2005، 2009
- كأس الخليج للأندية (1): 2012

### الحد
- الدرجة الأولى (1): 2016